# Ludwig Arnold Mohler
Ludwig Arnold Mohler (* 16. Juli 1883 in Mannheim; † 25. Dezember 1943 in Freiburg im Breisgau) war ein deutscher katholischer Kirchenhistoriker.

## Leben
Ludwig Mohler studierte von 1903 bis 1907 Theologie in Freiburg im Breisgau. 1907 wurde er zum Priester geweiht. Von 1907 bis 1910 war er Seelsorger in Meersburg und Karlsruhe. Von 1910 bis 1912 studierte er Philosophie in Freiburg im Breisgau und Heidelberg und wurde 1912 zum Dr. phil. promoviert. Ab 1910 war er Mitglied der katholischen Studentenverbindung KDStV Hercynia Freiburg im Breisgau. 1911 legte er das Religionslehrerexamen ab. Von 1912 bis 1915 war er Assistent am Historischen Institut der Görres-Gesellschaft in Rom. Im Ersten Weltkrieg war er von 1915 bis 1918 Feldgeistlicher. 1918 wurde er von der Theologischen Fakultät der Universität Freiburg im Breisgau zum Dr. theol. promoviert, 1920 habilitierte er sich dort für Konziliengeschichte und Kirchengeschichte des Orients. 
1920 wurde Mohler als nicht-beamteter Professor mit der Vertretung des Ordinarius für Kirchengeschichte an der Katholisch-Theologischen Fakultät der Universität Münster betraut. 1924 wurde er zudem außerordentlicher Professor für Kirchengeschichte in Freiburg, jedoch von der Universität Freiburg aufgrund seiner Stelle in Münster ständig beurlaubt.
1935 wurde Mohler ordentlicher Professor für Kirchengeschichte, christliche Dogmengeschichte und Archäologie an der Universität Würzburg. 1937 wurde er ordentlicher Professor für Kirchengeschichte des Mittelalters und der Neuzeit an der LMU München. Nachdem die dortige Katholisch-Theologische Fakultät 1939 geschlossen worden war, wurde Mohler ordentlicher Professor für Kirchengeschichte an der Universität Freiburg. Von 1940 bis 1943 war er Dekan der Theologischen Fakultät der Universität Freiburg.

## Schriften (Auswahl)
- Die Kardinäle Jacob und Peter Colonna. Ein Beitrag zur Geschichte des Zeitalters Bonifaz' VIII. Schöningh, Paderborn 1914.
- Christenverfolgung und Märtyrerakten. Schöningh, Paderborn 1925.
- Aus der ältesten Zeit des Christentums und der Kirche. Schöningh, Paderborn 1925.
- Die Einnahmen der apostolischen Kammer unter Klemens VI. Schöningh, Paderborn 1931. (Digitalisat).